# Транспорт Афганістану
Транспорт Афганістану представлений автомобільним , повітряним , водним (морським)  і трубопровідним , у населених пунктах  та у міжміському сполученні діє громадський транспорт пасажирських перевезень. Площа країни дорівнює 652 230 км² (41-ше місце у світі). Форма території країни — компактна, з виступом Вакханського коридору на північному-сході, що сполучає її з Китаєм; максимальна дистанція з півночі на південь — 1012 км, зі сходу на захід — 1320 км. Географічне положення дозволяє країні контролювати транспортні шляхи між Близьким Сходом і Китаєм, Центральною Азією та Індійським субконтинентом, але брак інфраструктури і політична ситуація в країні перешкоджають цьому.

## Автомобільний
Загальна довжина автошляхів в Афганістані, станом на 2006 рік, дорівнює 42 150 км, з яких 12 350 км (29%) із твердим покриттям і 29 800 км (71%) без нього (84-те місце у світі).

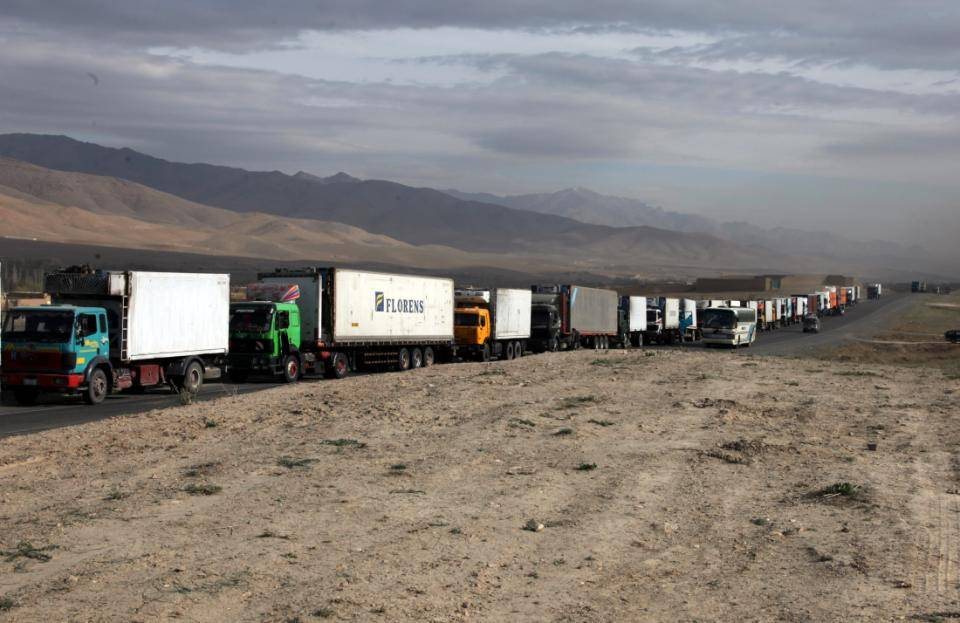
Конвой вантажівок на автошляху Кандагар — Кабул
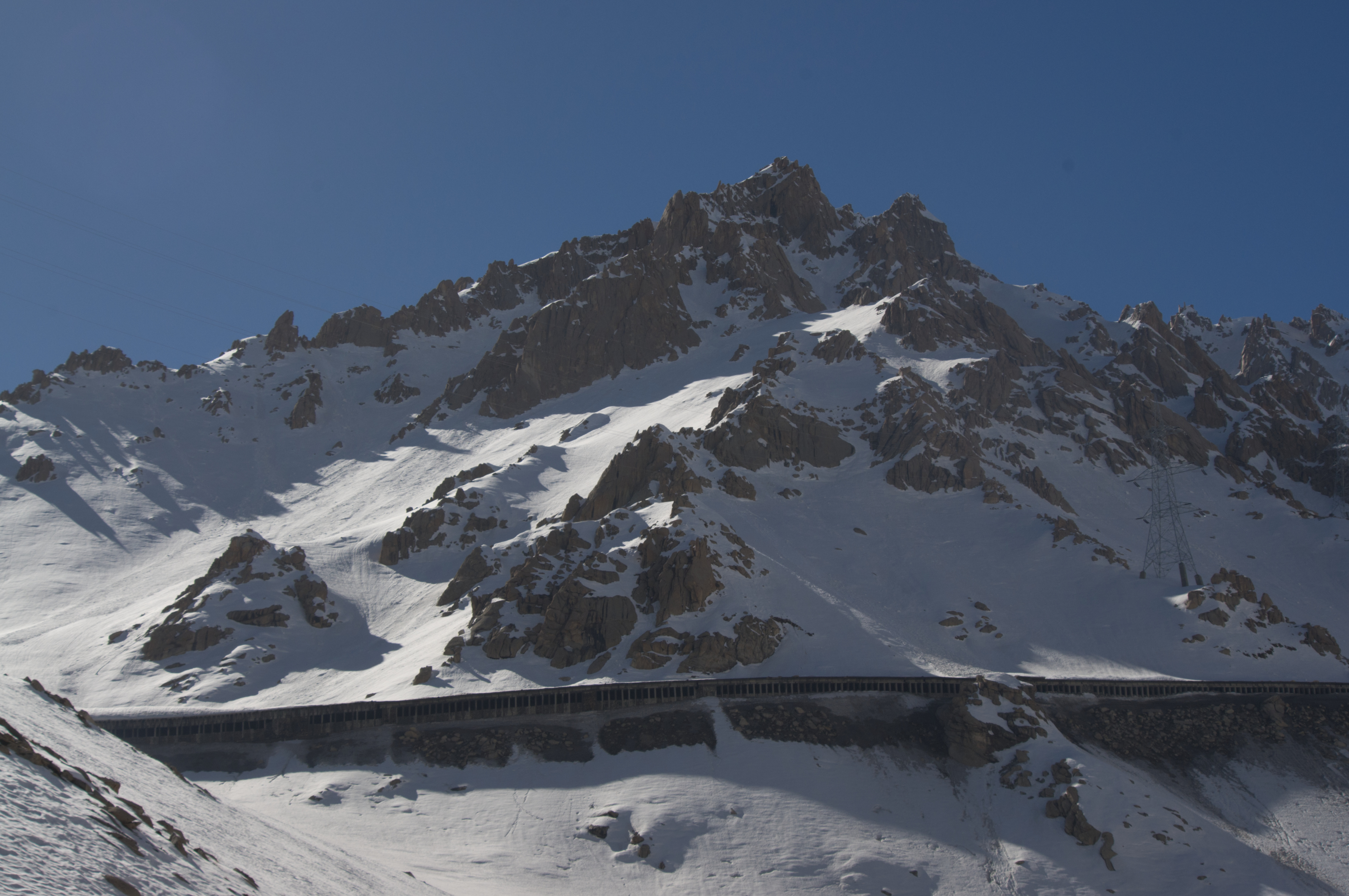
Високогірний тунель на перевалі Саланг
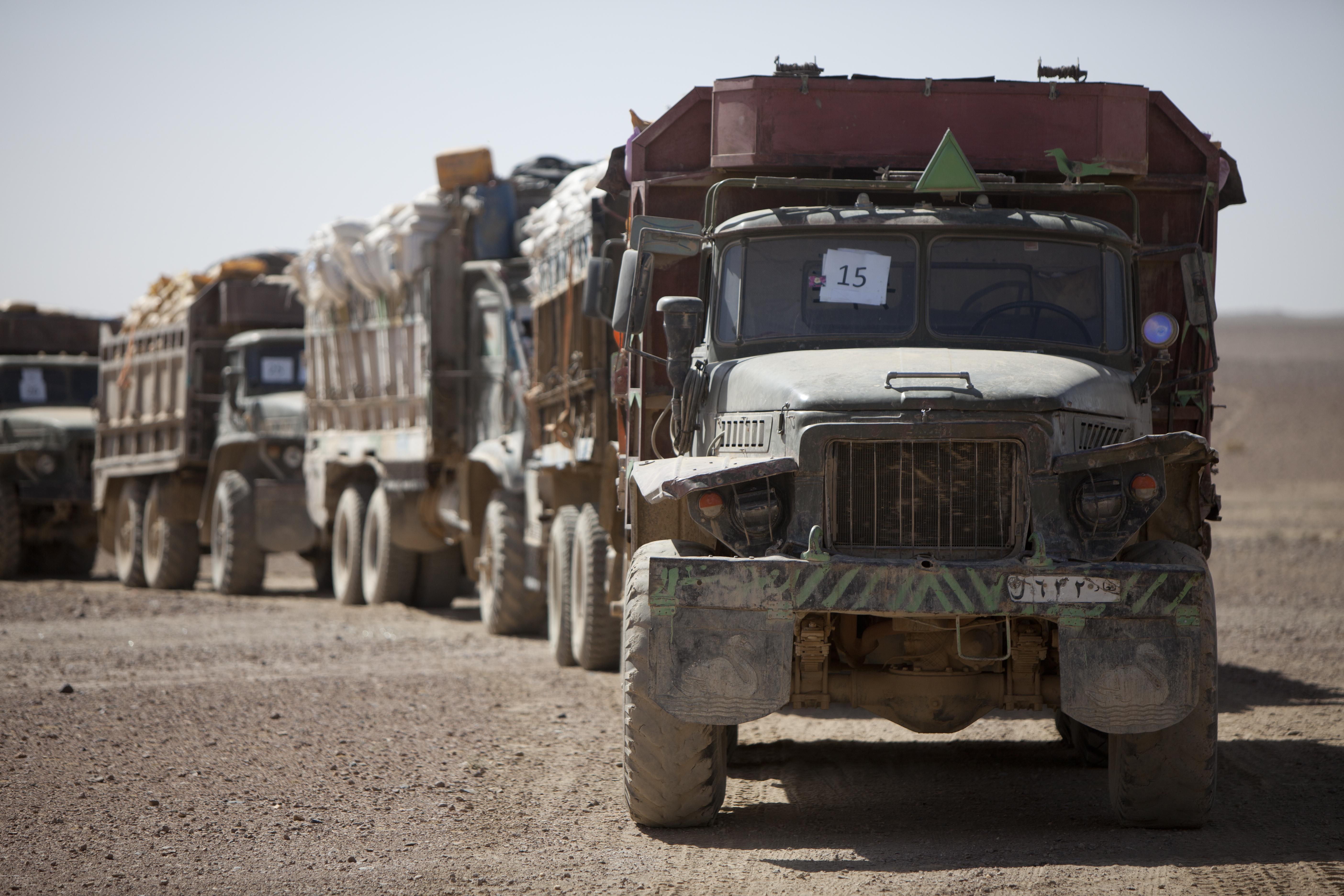
Конвой старих радянських вантажівок, 2010 рік
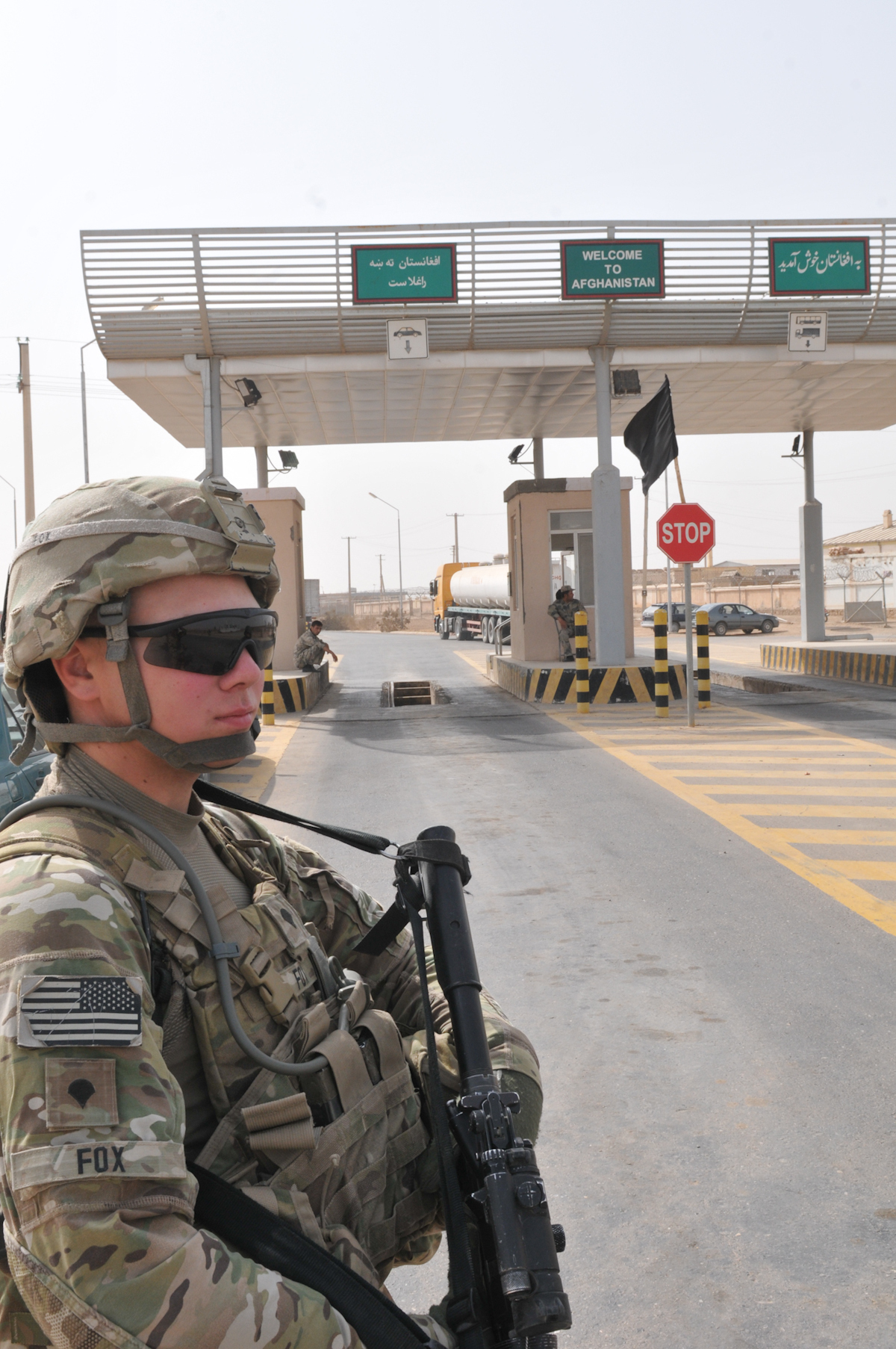
Пропускний пункт на афгансько-таджицькому кордоні,

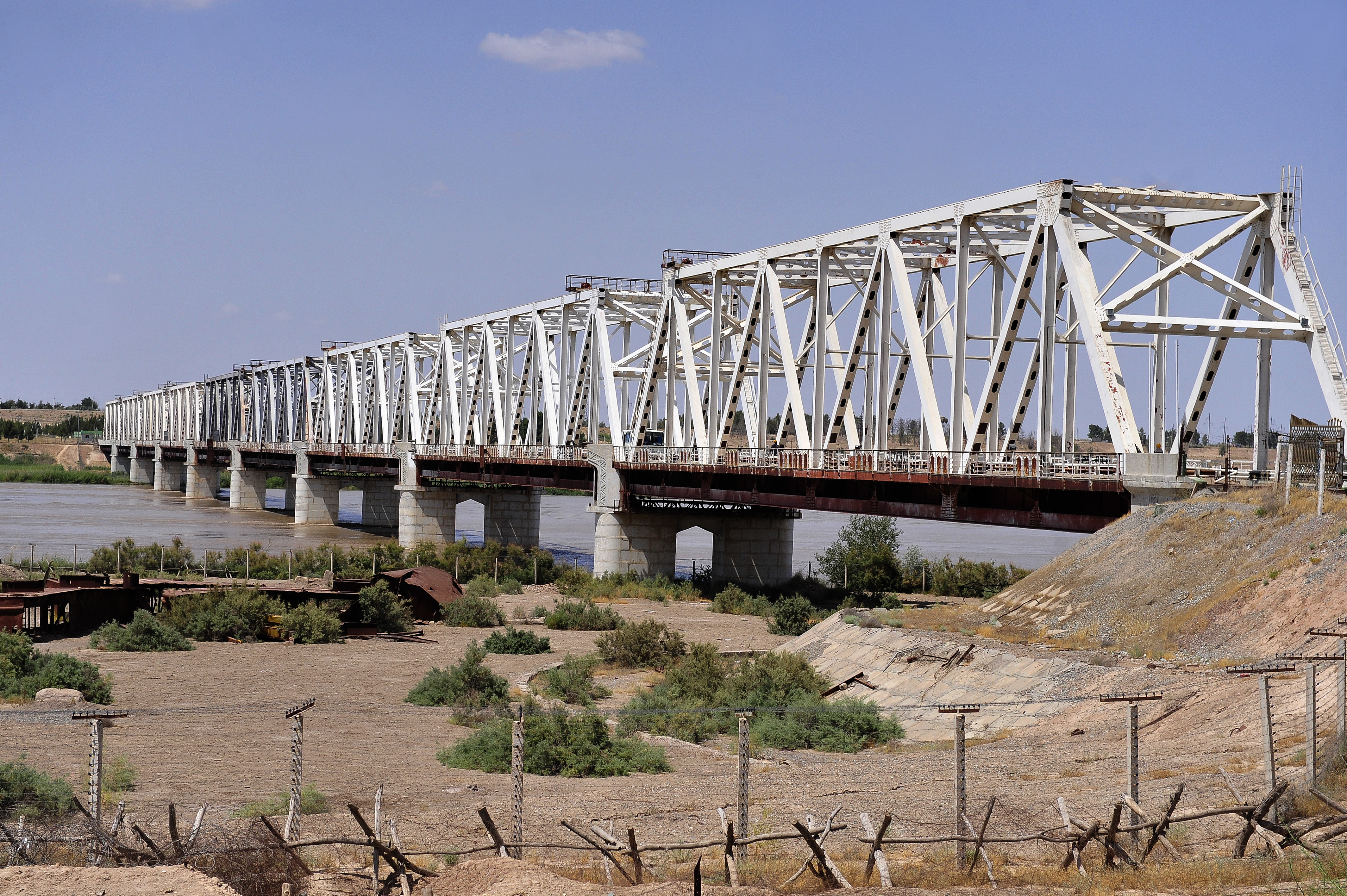
Міст Дружби (Афганістан — Узбекистан)
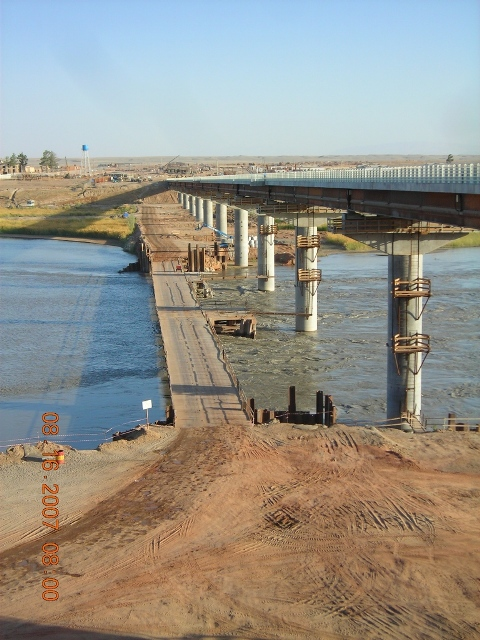
Міст, що з'єднує Афганістан з Таджикистаном
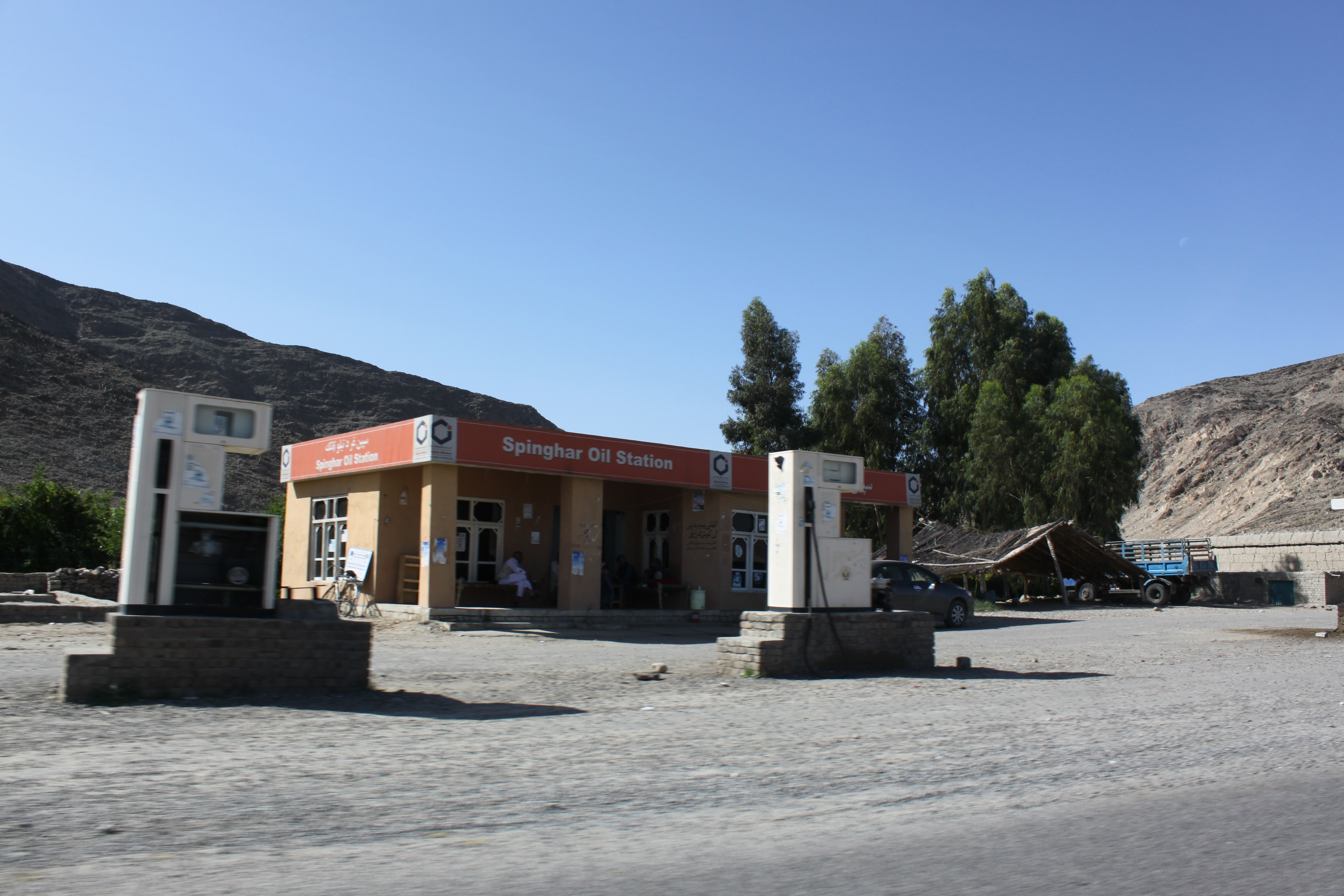
Автозаправна станція
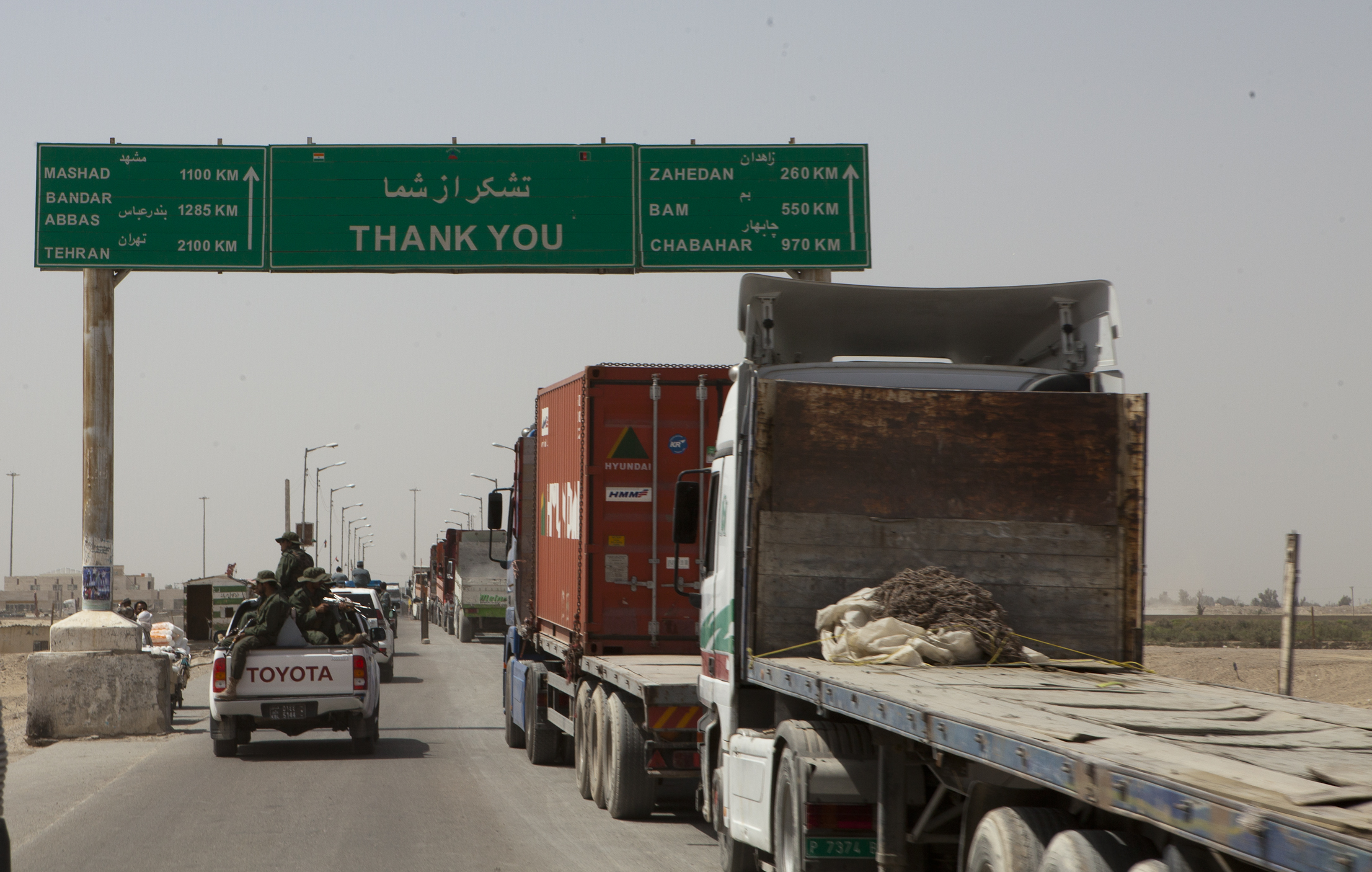
Дорожні знаки на шосе
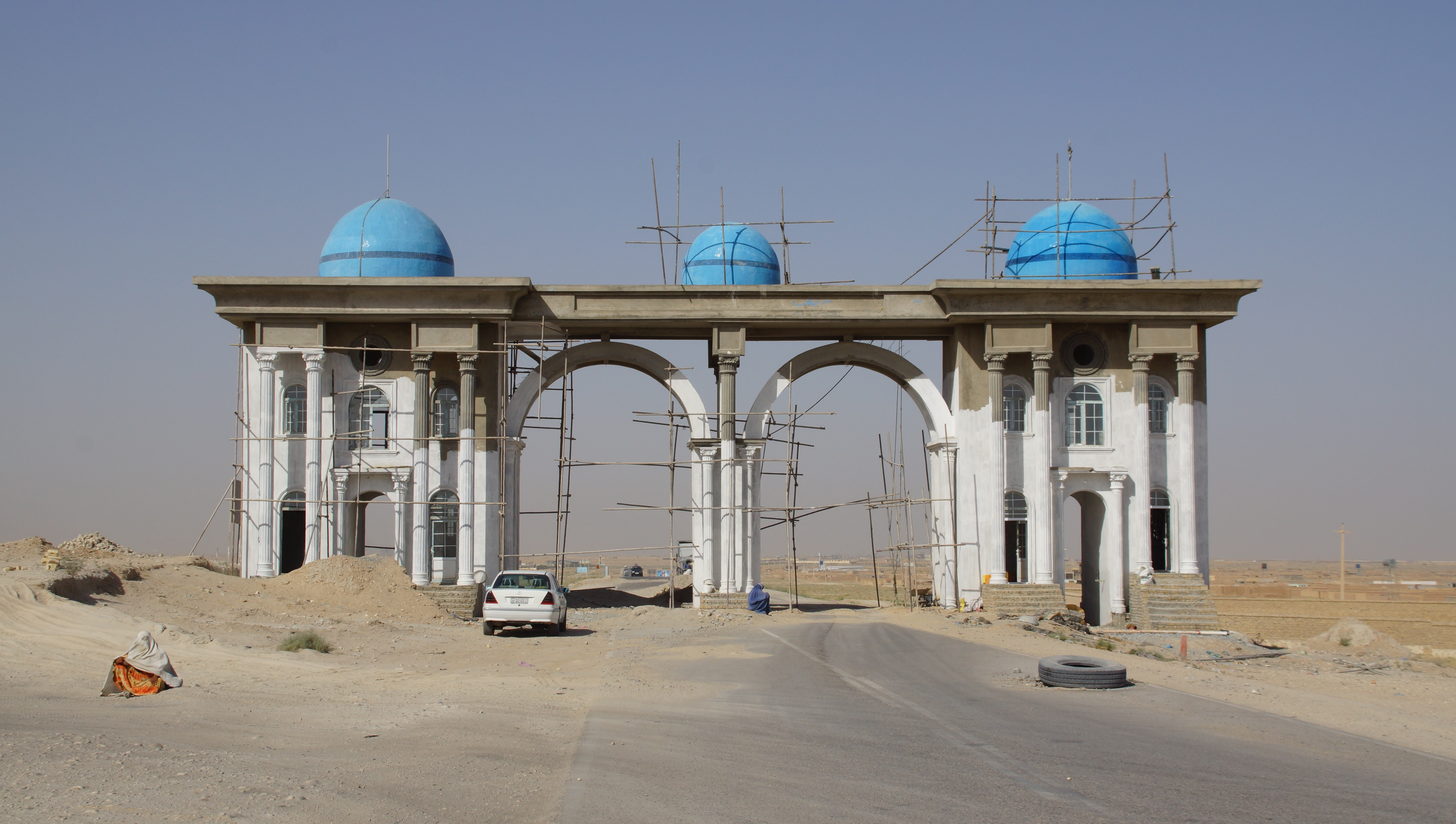
Реконструкція воріт Мазарі-Шарифа, 2012 рік

## Повітряний
У країні, станом на 2013 рік, діє 52 аеропорти (91-ше місце у світі), з них 23 із твердим покриттям злітно-посадкових смуг і 29 із ґрунтовим. Аеропорти країни за довжиною злітно-посадкових смуг розподіляються так (у дужках окремо кількість без твердого покриття):
- довші за 10 тис. футів (>3047 м) — 4 (0);
- від 10 тис. до 8 тис. футів (3047-2438 м) — 4 (4);
- від 8 тис. до 5 тис. футів (2437—1524 м) — 11 (13);
- від 5 тис. до 3 тис. футів (1523—914 м) — 2 (6);
- коротші за 3 тис. футів (<914 м) — 2 (6)[1].

У країні, станом на 2015 рік, зареєстровано 4 авіапідприємства, які оперують 20 повітряними суднами. За 2015 рік загальний пасажирообіг на внутрішніх і міжнародних рейсах становив 1,9 млн осіб. За 2015 рік повітряним транспортом було перевезено 33,1 млн тонно-кілометрів вантажів (без врахування багажу пасажирів).
У країні, станом на 2013 рік, споруджено і діє 9 гелікоптерних майданчиків.

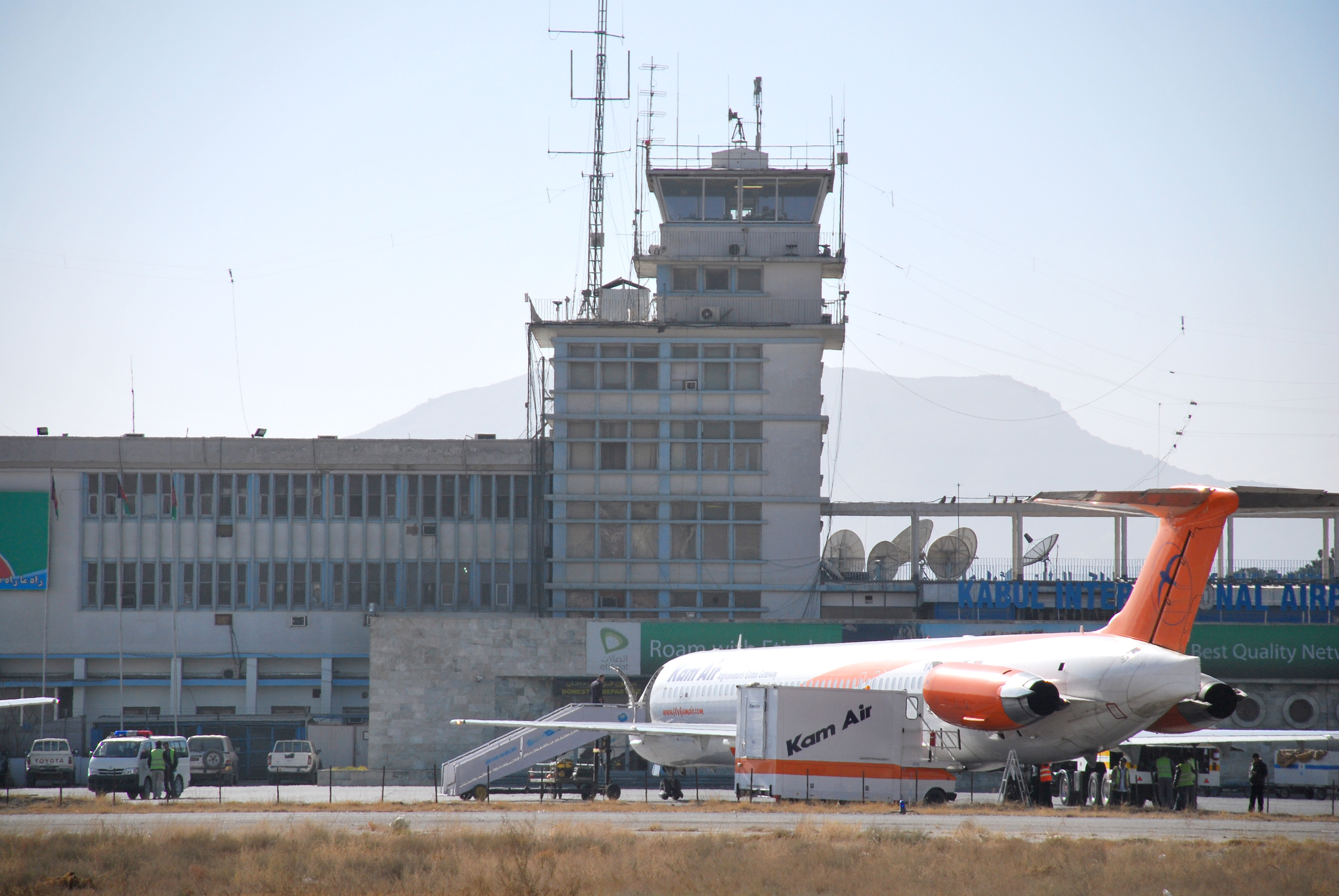
Міжнародний аеропорт Кабула, 2010 рік
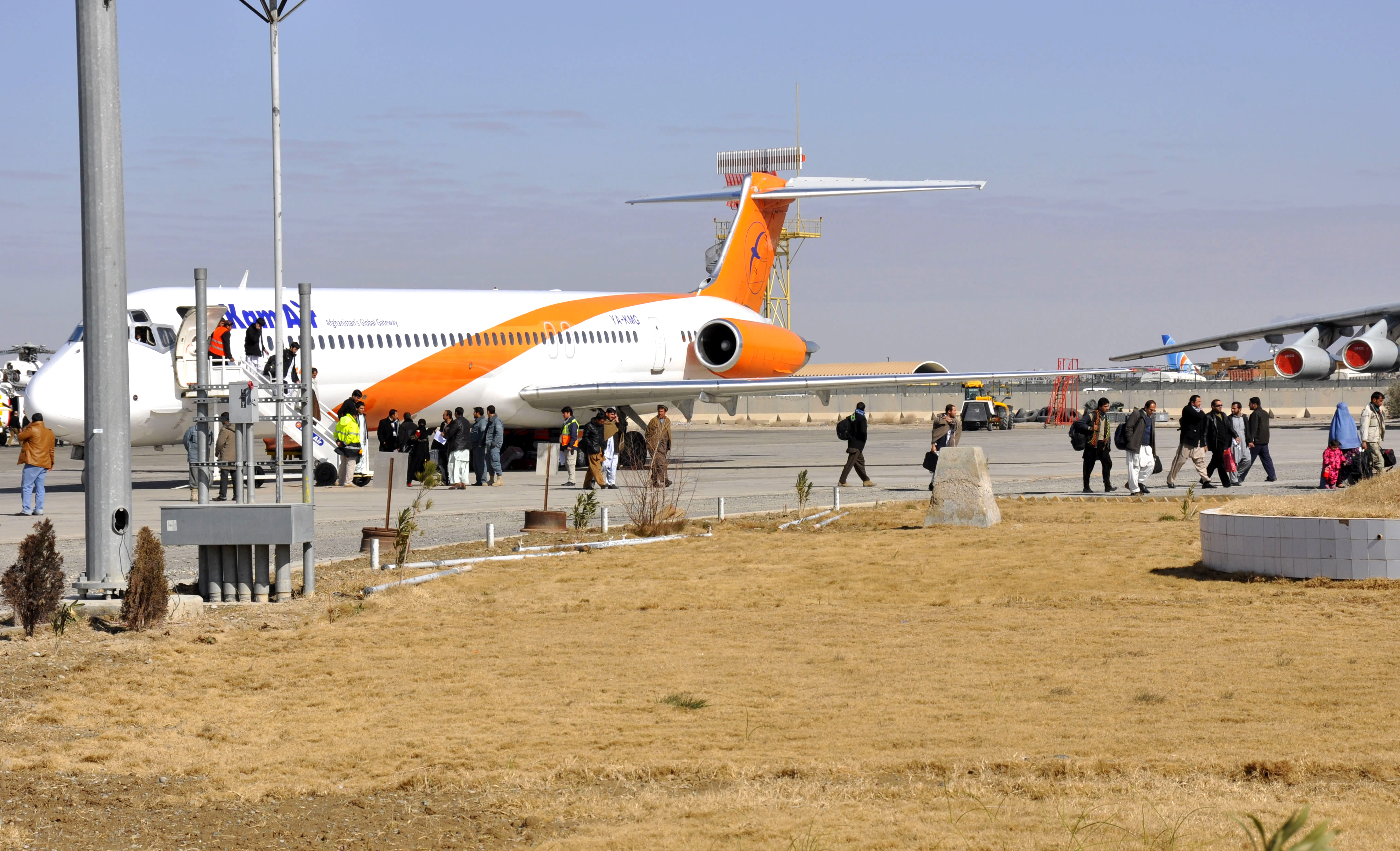
Міжнародний аеропорт Кандагара, 2012 рік
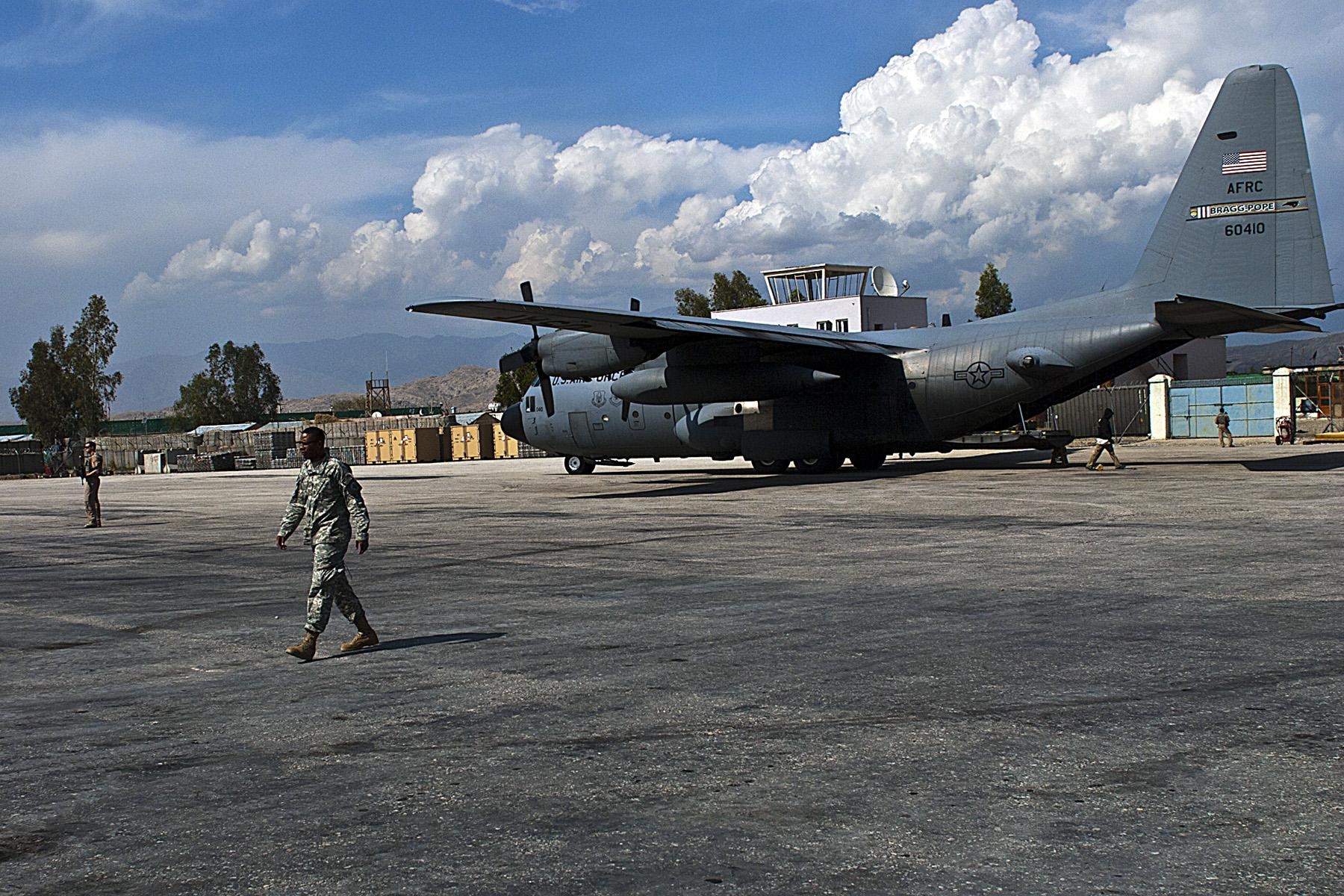
Летовище Джалалабада, 2011 рік
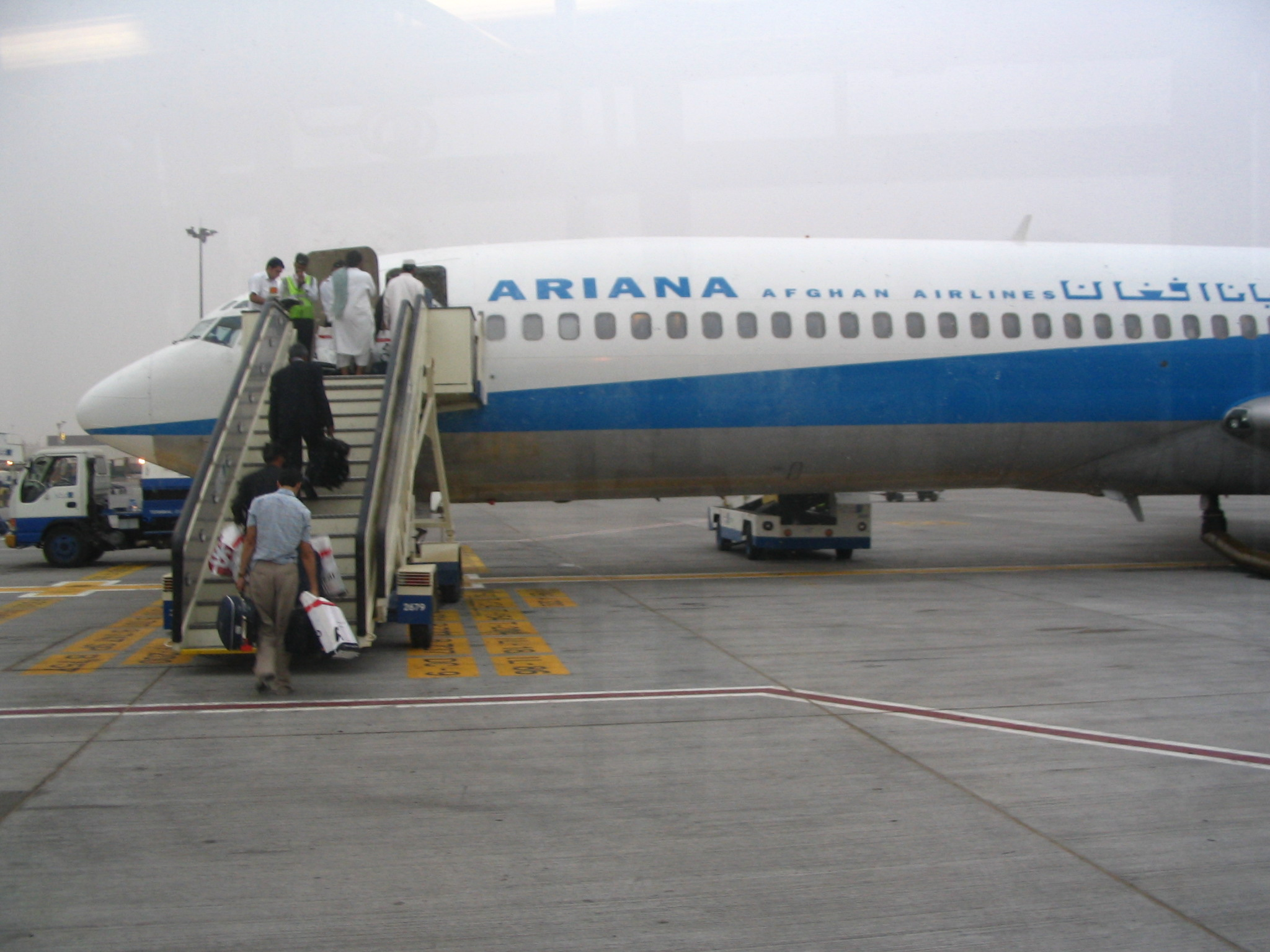
Літак афганської авіакомпанії «Аріана»

Афганістан є членом Міжнародної організації цивільної авіації (ICAO). Згідно зі статтею 20 Чиказької конвенції про міжнародну цивільну авіацію 1944 року, Міжнародна організація цивільної авіації для повітряних суден країни, станом на 2016 рік, закріпила реєстраційний префікс — YA, заснований на радіопозивних, виділених Міжнародним союзом електрозв'язку (ITU). Аеропорти Афганістану мають літерний код ІКАО, що починається з — OA.

## Залізничний

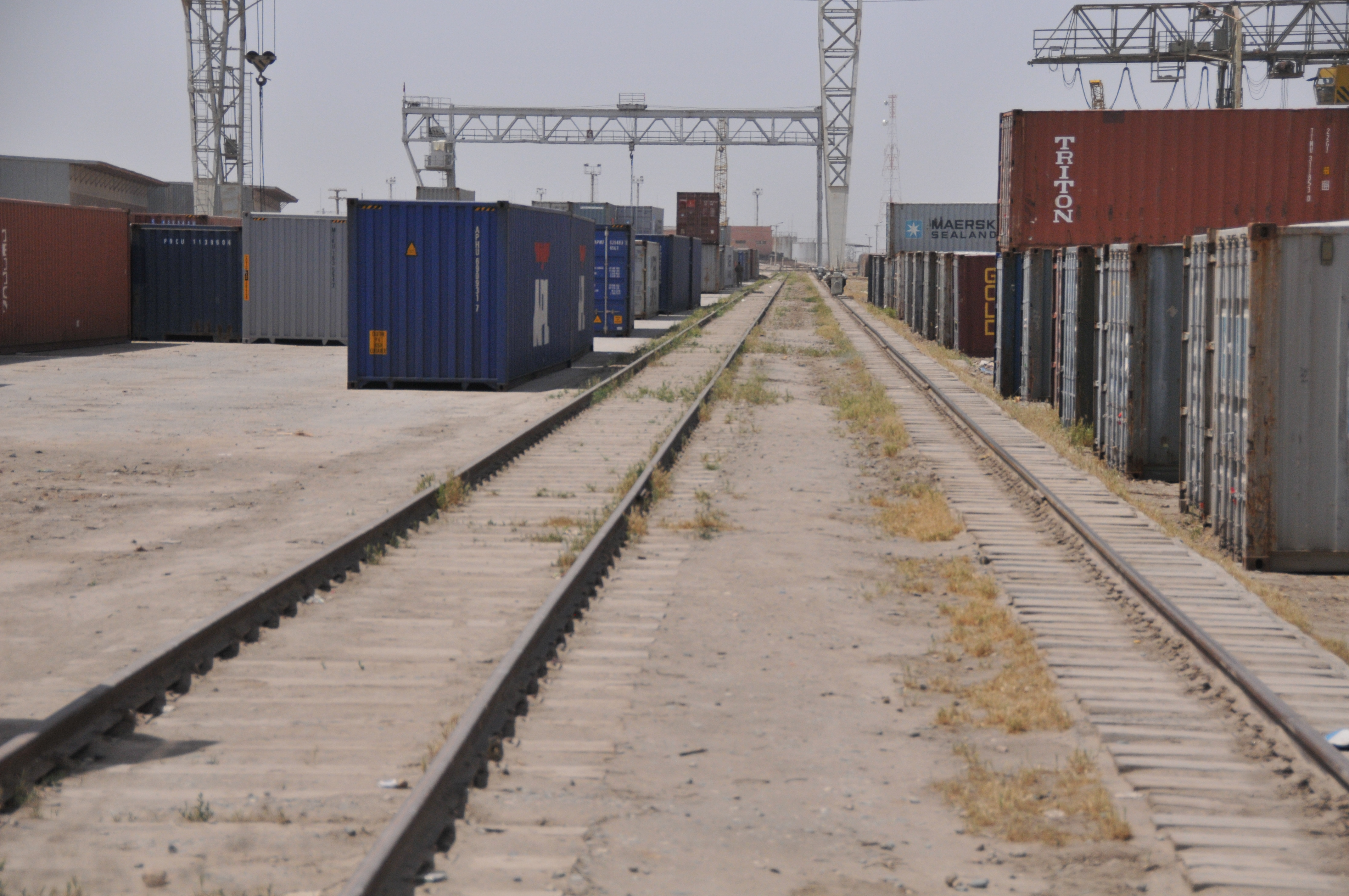
Залізнична лінія у прикордонному Хайратані
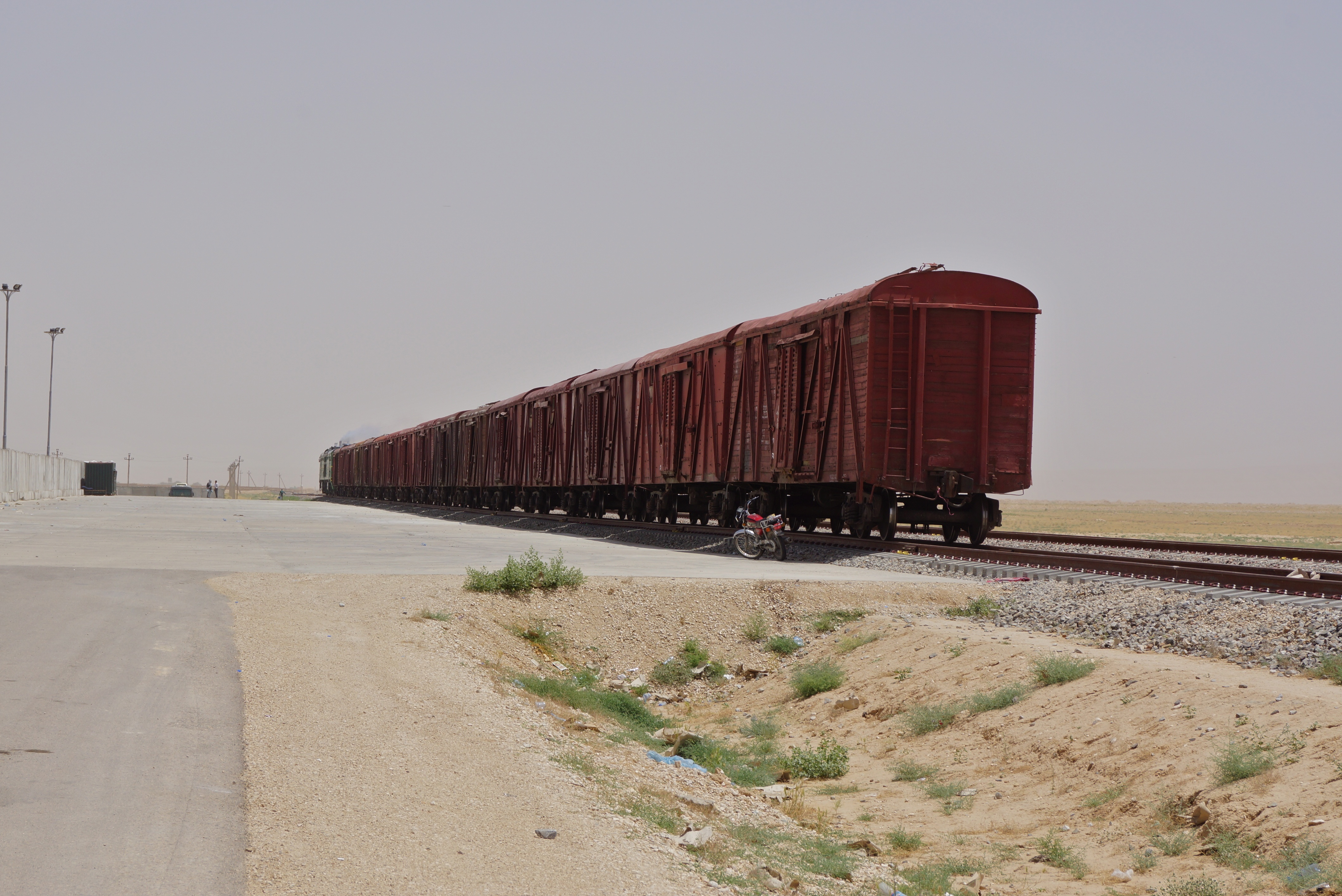
Вантажний потяг у провінції Балх

## Водний

### Річковий
Загальна довжина судноплавних ділянок річок і водних шляхів, доступних для суден з дедвейтом більше за 500 тонн, 2011 року становила 1 200 км (60-те місце у світі). Головні водні транспортні артерії країни — прикордонна річка Амудар'я (на півночі), Гільменд (у центральній частині).
Головні річкові порти країни: Хейрабад і Шерхан на Амудар'ї.

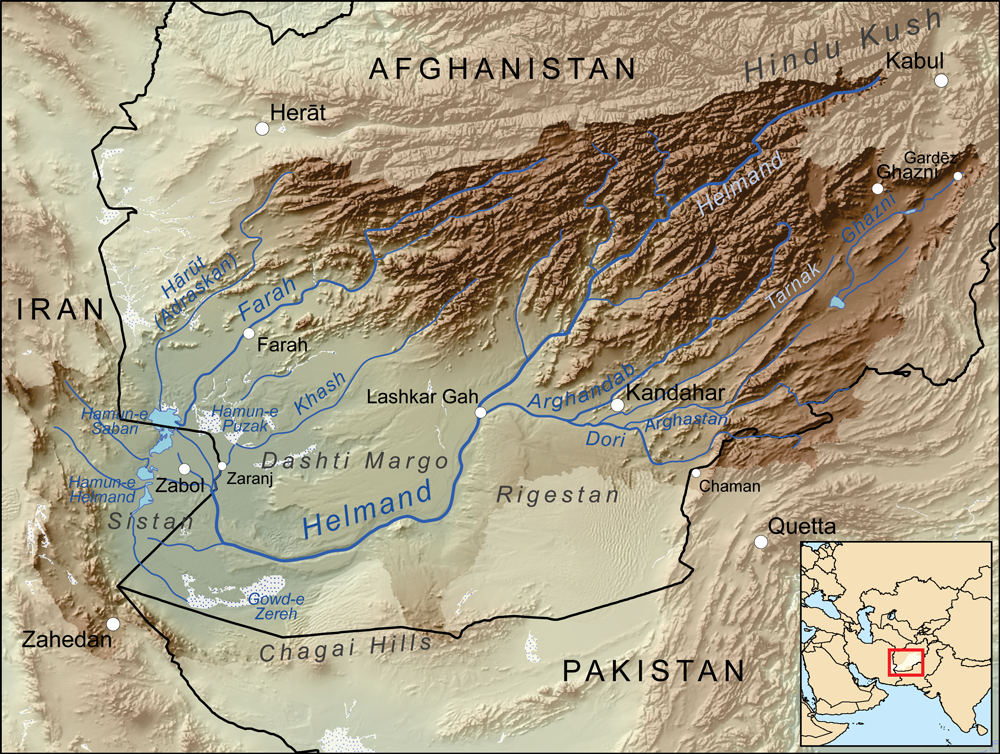
Басейн Гільменду
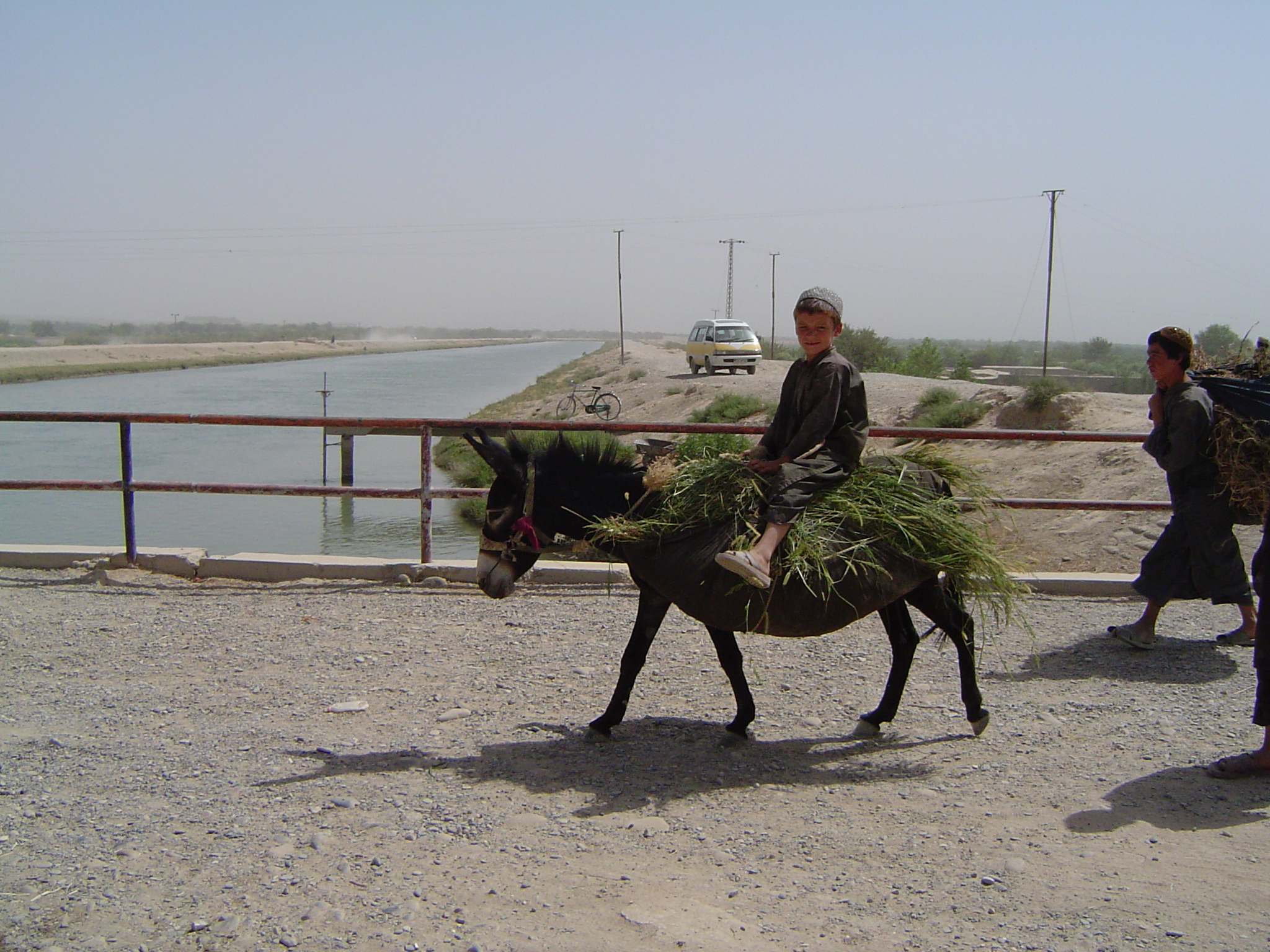
Міст через Гільменд у його нижній течії
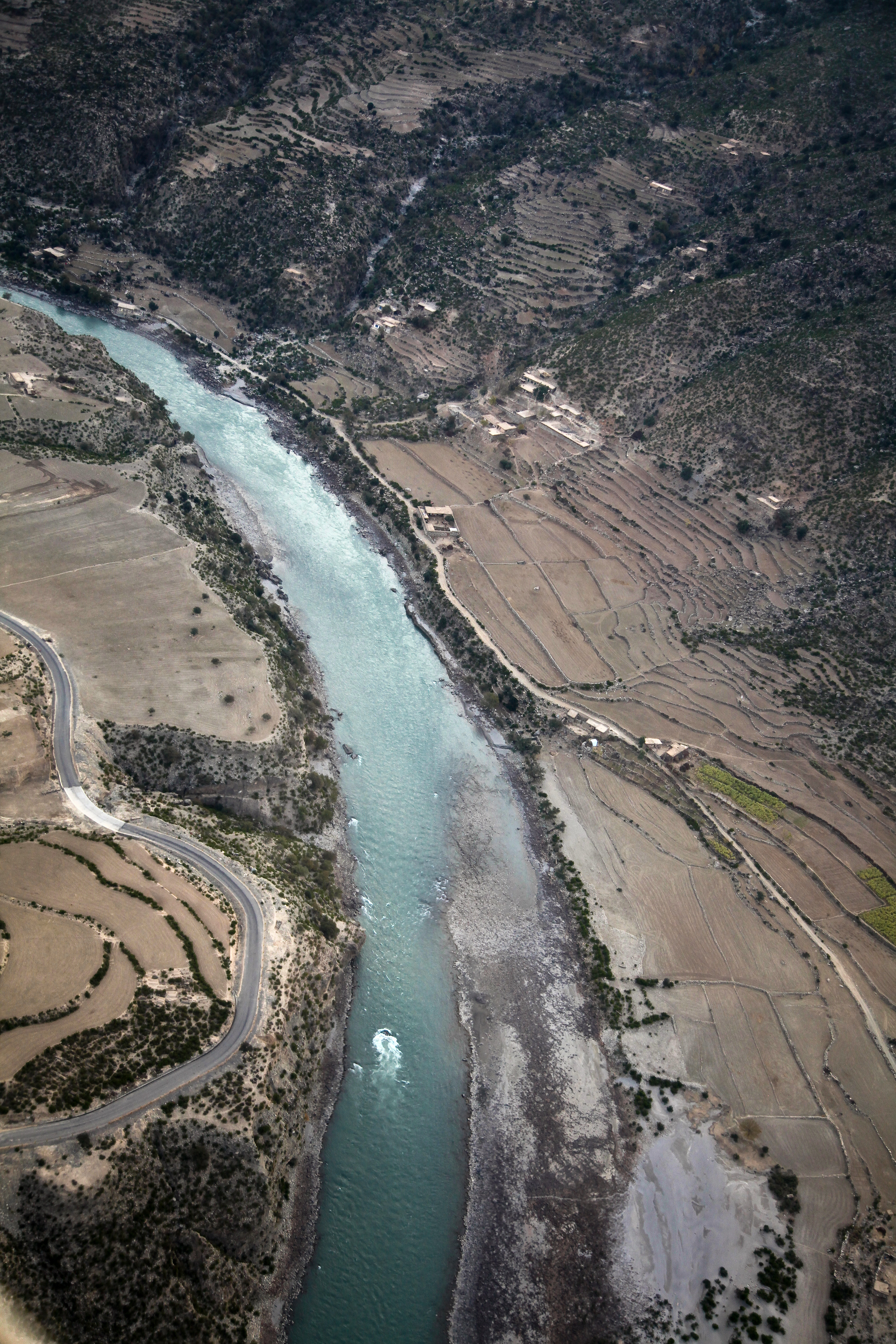
Річка Кунар

## Трубопровідний
Загальна довжина газогонів в Афганістані, станом на 2013 рік, становила 466 км.

## Державне управління
Держава здійснює управління транспортною інфраструктурою країни через Міністерство транспорту і цивільної авіації. Станом на червень 2016 року міністерство в уряді Абдулли Абдулли очолював Мохаммадулла Баташ.

### Українською
- Атлас. 10-11 клас. Економічна і соціальна географія світу / упорядники :  О. Я. Скуратович, Н. І. Чанцева. — К. : ДНВП «Картографія», 2010. — ISBN 978-966-475-639-3.
- Атлас світу / голов. ред. І. С. Руденко ; зав. ред. В. В. Радченко ; відп. ред. О. В. Вакуленко. — К. : ДНВП «Картографія», 2005. — 336 с. — ISBN 9666315467.
- Безуглий В. В. Економічна і соціальна географія зарубіжних країн : Навчальний посібник. — К. : ВЦ «Академія», 2007. — 704 с. — ISBN 978-966-580-239-6.
- Безуглий В. В., Козинець С. В. Регіональна економічна і соціальна географія світу : Навчальний посібник. — видання 2-ге, доп., перероб. — К. : ВЦ «Академія», 2007. — 688 с. — ISBN 966-580-144-9.
- Головченко В., Кравчук О. Країнознавство: Азія, Африка, Латинська Америка, Австралія і Океанія. — К., 2006. — 335 с. — ISBN 966-8939-04-2.
- Дахно І. І. Країни світу: Енциклопедичний довідник / І. І. Дахно, С. М. Тимофієв. — К. : Мапа, 2011. — 606 с. — (Бібліотека нового українця) — ISBN 978-966-8804-23-6.
- Дахно І. І. Економічна географія зарубіжних країн : навчальний посібник. — К. : Центр учбової літератури, 2014. — 319 с. — ISBN 978-611-01-0682-5.
- Дорошенко В. І. Географія транспорту : Навчальний посібник / В. І. Дорошенко, К. Д. Діденко. — К. : Київський нац. ун-т ім. Т. Шевченка, 2010. — 183 с. — ISBN 978-966-439-329-1.
- Дубович І. А. Країнознавчий словник-довідник. — 5-те вид., перероб. і доп. — К. : Знання, 2008. — 839 с. — ISBN 978-966-346-330-8.
- Економічна і соціальна географія країн світу : Навчальний посібник / За ред. С. П. Кузика. — Л. : Світ, 2002. — 672 с. — ISBN 966-603-178-7.
- Зарубіжна транспортна географія : навчальний посібник / уклад. : Петрашевський О. Л. и др. — К. : Національний транспортний університет, 2015. — 95 с. — ISBN 978-966-632-227-5.
- Ігнатьєв П. М. Країнознавство: Країни Азії. — Ч. : Книги-ХХІ, 2004. — 383 с. — ISBN 966-8029-53-4.
- Книш М. М., Мамчур О. І. Регіональна економічна і соціальна географія світу (Латинська Америка та Карибські країни, Африка, Азія, Океанія) : навч. посіб. — Л. : ЛНУ ім. Івана Франка, 2013. — 368 с. — ISBN 978-617-10-0007-0.
- Юрківський В. М. Регіональна економічна і соціальна географія. Зарубіжні країни : Підручник. — К. : Либідь, 2001. — 416 с. — ISBN 966-06-0092-5.

### Англійською
- (англ.) Modern Transport Geography / Hoyle, B. and R. Knowles (eds). — Second Edition,. — London : Wiley, 1998.
- (англ.) Rodrigue, J-P. The Geography of Transport Systems. — Fourth Edition. — N. Y. : Routledge, 2017. — 440 с. — ISBN 978-1138669574.
- (англ.) Taaffe E. J., Gauthier H. L. and O'Kelly M. E. Geography of transportation. — Second Edition. — N. Y. : Prentice Hall, 1996. — ISBN 0-13-368572-1.
- (англ.) Black, W. Transportation: A Geographical Analysis. — N. Y. : Guilford, 2003.

### Російською
- (рос.) Максаковский В. П. Географическая картина мира. Книга I: Общая характеристика мира. — М. : Дрофа, 2008. — 495 с. — ISBN 978-5-358-05275-8.
- (рос.) Максаковский В. П. Географическая картина мира. Книга II: Региональная характеристика мира. — М. : Дрофа, 2009. — 480 с. — ISBN 978-5-358-06280-1.
- (рос.) Физико-географический атлас мира. — М. : Академия наук СССР и главное управление геодезии и картографии ГГК СССР, 1964. — 298 с.
- (рос.) Шаповал Н. С. Транспортная география и транспортные системы мира : учебное пособие. — К. : Центр учбової літератури, 2006. — 188 с. — ISBN 000-0000-00-4.
- (рос.) Экономическая, социальная и политическая география мира. Регионы и страны / под ред. С. Б. Лаврова, Н. В. Каледина. — М. : Гардарики, 2002. — 928 с. — ISBN 5-8297-0039-5.
- (рос.) Энциклопедия стран мира / глав. ред. Н. А. Симония. — М. : НПО «Экономика» РАН, отделение общественных наук, 2004. — 1319 с. — ISBN 5-282-02318-0.